# Cam Christie
Pour les articles homonymes, voir Cam et Christie.
Cameron Hannaford Christie, né le  24 juillet 2005 à Arlington Heights, en Illinois, est un joueur américain de basket-ball évoluant au poste d'arrière et mesurant 1,95 m.

## Biographie

### Carrière universitaire
Entre 2023 et 2024, il joue pour les Golden Gophers du Minnesota à l'université du Minnesota.
Le 12 avril 2024, il annonce qu'il se présente à la draft 2024 de la NBA.

## Palmarès

### Universitaire
- Big Ten All-Freshman team (2024)

## Statistiques

### Universitaires
| Saison    | Équipe    | Matchs | Titul. | Min./m | % Tir | % 3pts | % LF | Rbds/m. | Pass/m. | Int/m. | Ctr/m. | Pts/m. |
| --------- | --------- | ------ | ------ | ------ | ----- | ------ | ---- | ------- | ------- | ------ | ------ | ------ |
| 2023-2024 | Minnesota | 33     | 26     | 30,1   | 40,3  | 39,1   | 79,1 | 3,61    | 2,24    | 0,64   | 0,33   | 11,30  |
| Carrière  | Carrière  | 33     | 26     | 30,1   | 40,3  | 39,1   | 79,1 | 3,61    | 2,24    | 0,64   | 0,33   | 11,30  |

## Vie privée
Cam est le petit frère de Max Christie.